# Rozdolne (huyện)
Huyện Rozdolne (tiếng Ukraina: Роздольненський район, chuyển tự: Rozdolnes'kyi raion) là một huyện của tỉnh Krym. Huyện Rozdolne có diện tích 1231 km², dân số theo điều tra dân số ngày 5 tháng 12 năm 2001 là 37384 người với mật độ 30 người/km2. Trung tâm huyện nằm ở Rozdolne.